# Krum (Texas)
Krum ist eine Stadt im Denton County im US-Bundesstaat Texas in den Vereinigten Staaten. Das U.S. Census Bureau hat bei der Volkszählung 2020 eine Einwohnerzahl von 5483 ermittelt.

## Geografie
Die Stadt liegt im Nordosten von Texas, zwölf Kilometer nordwestlich von Denton, an der Fram Road 1173, ist im Norden 67 Kilometer von der Grenze zu Oklahoma entfernt und hat eine Gesamtfläche von 5,1 km².

## Geschichte
Die Gulf, Colorado and Santa Fe Railway baute 1884 eine Bahnlinie durch das westliche Denton County. Im Herbst 1886 verkaufte Herr L. L. Finley 200 Morgen (0,81 km²) im Süden seiner Farm an die Bahngesellschaft, die dort einen Ort gründete. Geschäfte wurden eröffnet. Die Bahngesellschaft nannte den Ort nach ihrem Vizepräsidenten, A. R. Krum.
Herr Finley eröffnete eine Gemischtwarenhandlung an der Stelle, wo heute Harpool Seed Company ihren Sitz hat. Die Bahngesellschaft verwendete einen Güterwaggon als Magazin. 1887 wurde das Magazingebäude fertiggestellt. Die Bahngesellschaft errichtete das erste Haus in Krum als Wohnsitz ihres Vertreters. Es lag östlich der Bahnlinie und ist heute als Knight’s Bee and Chicken Farm bekannt. Das Postamt wurde 1888 eröffnet und befand sich zuerst in Finleys Laden. Herr Finley kümmerte sich um die Post. 1888 eröffnete R. R. Turner eine Schlosserei südlich der Hauptstraße. Amos Rowley betrieb einen Saloon nördlich davon. R. C. Scripture verkaufte Eisenwaren, Pferdegeschirr, Gewand und andere Waren in einem großen Laden, wo sich heute die Bank befindet.
1891 eröffnete Dr. W. G. Kimbrough eine Drogerie und praktizierte als Arzt. Arthur Jackson machte einen Holzhandel auf, der bis vor einigen Jahren bestand. Das Büro lag südlich der Hauptstraße. John Boyd eröffnete einen Barbiersalon östlich davon.
Das aus einem einzigen Raum bestehende Schulhaus wurde 1891 von North Hickory Creek an die Stelle verlegt, wo heute die High School steht. Die Methodistengemeinde verwendete es als Treffpunkt. Eine Literatur- und Debattiergesellschaft wurde gegründet und traf sich in der Schule. Alle jungen Leute der Gegend nahmen teil. 1891 wurde auch das zweite Haus in Krum gebaut, für einen Junggesellen namens W. H. Henshel.
1894 eröffnete Reuben („Pony“) McGee eine Futter- und Eisenwarenhandlung auf der Südseite der Geschäftsstraße, westlich vom Holzhandel. Er baute das dritte Haus in Krum für seine Familie. McGee stellte eine Wasserstelle für Farmtiere an einem Brunnen hinter seinem Geschäft zur Verfügung.
Die Söhne von Dr. W. H. Kimbrough, Walter und Wallace, schlossen ihr Medizinstudium an der Vanderbilt University in Nashville, Tennessee, ab, und begannen in der väterlichen Praxis in Krum zu ordinieren.
1899 kamen Telefon und Telegraf. Die Baptistengemeinde hatte ihre Kirche von North Hickory Creek in den Ort verlegt. Die Mormonen erbauten ihr Haus im selben Jahr. Weitere Geschäfte machten auf. June Benton betrieb eine Pferdevermietung auf dem Gebiet des heutigen Muncy Building bis zu washateria. Frank Shifflett und Brent Jackson besaßen einen Fuhrpark nördlich von der Pferdevermietung. Es gab eine Baumwollspinnerei, ein Restaurant und eine Firma für Trockenfracht.
W. T. Ginn baute ein Hotel in den frühen 1890er Jahren. Spätere Besitzer waren die Butterworths, die Chitwoods und schließlich das Ehepaar Raymond Ericson. Das weitläufige alte Gebäude wurde vor kurzem abgerissen und das Grundstück verkauft.
1898 baute S. D. Chadwell ein gutes Hotel auf drei Grundstücken, wo jetzt ein 1976 errichtetes Ziegelgebäude steht, in dem Kountry Store, Krum Korral und Fowler Hardware untergebracht sind. Das Hotel war ein einstöckiges Gebäude aus Holz, das von einem weißen Lattenzaun umgeben war. An der Rückseite lagen Stallungen, ein Kuhstall, ein Kohlelager und andere Nebengebäude. Die Böden im Hotel bedeckte ein eleganter dunkelroter Teppich, von dem die ganze Stadt sprach. Es gab Zimmer für Vertreter, die ihre Waren anboten. Händler reisten meilenweit an, um dort einzukaufen. Leider wurde das Hotel bei einem Feuer zerstört und nicht wieder aufgebaut.
1892 hatte Krum 75 Einwohner. Um 1900 florierte der Ort, der zahlreiche Geschäfte, vier Kirchen und eine Schule hatte. Ebenfalls um 1900 verlud die Eisenbahn mehr als eine halbe Million Scheffel Getreide, was zum Ausspruch führte, Krum sei „der größte Inlandsgetreidemarkt der Welt“.
Krums Wachstum und Wohlstand wuchsen bis 1925. Die Bevölkerung war auf 750 angewachsen. Der Abstieg des Ortes begann, als Autos und Lastkraftwagen Waren an größere Märkte zu liefern begannen und junge Leute wegzogen, um eine Universität zu besuchen oder Arbeit zu finden. In den Jahren der Wirtschaftskrise sank die Bevölkerungszahl auf unter 300 und blieb während der Zeit nach dem Zweiten Weltkrieg niedrig. Bis in die 1970er Jahre lebten zwischen 300 und 400 Einwohner in Krum. Dann brachte der wachsende Ballungsraum von Dallas-Fort Worth eine größere Anzahl an Zugezogenen.
Die Anbindung von Krum an Interstate Highway 35 ermöglichte ein bequemes Pendeln in die Stadt. Die Bevölkerungszahlen erhöhten sich 1978 auf 605, 1982 auf 917 und 1990 auf 1542. Im Jahr 2000 hatte Krum 1979 Einwohner.

## Demografische Daten
Nach der Volkszählung im Jahr 2000 lebten hier 1.979 Menschen in 681 Haushalten und 561 Familien. Die Bevölkerungsdichte betrug 389,8 Einwohner pro km². Ethnisch betrachtet setzte sich die Bevölkerung zusammen aus 93,43 % weißer Bevölkerung, 0,25 % Afroamerikanern, 0,40 % amerikanischen Ureinwohnern, 0,51 % Asiaten, 0,05 % Bewohnern aus dem pazifischen Inselraum und 2,63 % aus anderen ethnischen Gruppen. Etwa 2,73 % waren gemischter Abstammung und 4,95 % der Bevölkerung waren spanischer oder lateinamerikanischer Abstammung.
Von den 681 Haushalten hatten 46,3 % Kinder unter 18 Jahre, die im Haushalt lebten. 70,3 % davon waren verheiratete, zusammenlebende Paare. 9,8 % waren allein erziehende Mütter und 17,5 % waren keine Familien. 14,4 % aller Haushalte waren Singlehaushalte und in 5,1 % lebten Menschen, die 65 Jahre oder älter waren. Die Durchschnittshaushaltsgröße betrug 2,90 und die durchschnittliche Größe einer Familie belief sich auf 3,19 Personen.
30,2 % der Bevölkerung waren unter 18 Jahre alt, 8,2 % von 18 bis 24, 35,1 % von 25 bis 44, 19,9 % von 45 bis 64, und 6,6 % die 65 Jahre oder älter waren. Das Durchschnittsalter war 33 Jahre. Auf 100 weibliche Personen aller Altersgruppen kamen 90,5 männliche Personen. Auf 100 Frauen im Alter von 18 Jahren und darüber kamen 89,4 Männer.
Das jährliche Durchschnittseinkommen eines Haushalts betrug 52.778 USD, das Durchschnittseinkommen einer Familie 57.650 USD. Männer hatten ein Durchschnittseinkommen von 40.278 USD gegenüber den Frauen mit 28.527 USD. Das Prokopfeinkommen betrug 21.642 USD. 2,1 % der Bevölkerung und 1,6 % der Familien lebten unterhalb der Armutsgrenze. Davon waren 0,7 % Kinder und Jugendliche unter 18 Jahren und 6,0 % waren 65 oder älter.